# Ngôn ngữ dòng lệnh
Ngôn ngữ dòng lệnh là một ngôn ngữ để kiểm soát công việc trong máy tính. Nó là một ngôn ngữ miền chuyên biệt và thông dịch; ví dụ phổ biến của ngôn ngữ lệnh là ngôn ngữ lập trình shell hoặc batch.
Những ngôn ngữ này có thể được sử dụng trực tiếp tại dòng lệnh, nhưng cũng có thể tự động hóa các tác vụ thường được thực hiện thủ công tại dòng lệnh. Họ chia sẻ miền này với. ngôn ngữ kịch bản, mặc dù một ngôn ngữ dòng lệnh thường có sự kết hợp mạnh mẽ hơn với hệ điều hành ở tầng dưới. Ngôn ngữ dòng lệnh thường có ngữ pháp rất đơn giản hoặc cú pháp rất gần với ngôn ngữ tự nhiên, để giảm thiểu thời gian học, như với nhiều ngôn ngữ miền cụ thể khác.